# 旧制中等教育学校の一覧 (富山県)
富山県における旧制中等教育学校の一覧（きゅうせいちゅうとうきょういくがっこうのいちらん）とは、学制改革前（第二次世界大戦前）の富山県内での旧学制の中等教育学校をまとめた一覧である。この項目においては尋常科(旧制中学校相当)を置いた旧制七年制高等学校を含むものとする。

## 旧制中学校
- 致遠中学校（1877年）⇒（1881年：休校、1883年：廃校）
- 富山県中学校（1885年）⇒ 富山県尋常中学校 ⇒ 富山県第一中学校 ⇒富山県立富山中学校 ⇒《新制》富山県立富山高等学校 ⇒（富山商業高等学校と合併）富山県立富山南部高等学校 ⇒ 富山県立富山高等学校（1953年）
- 富山県高岡尋常中学校（1898年）⇒ 富山県第二中学校 ⇒ 富山県立高岡中学校 ⇒《新制》富山県立高岡高等学校 ⇒（1948年：高岡工芸高等学校、高岡東部女子高等学校の一部と統合）富山県立高岡中部高等学校 ⇒ 富山県立高岡高等学校（1953年）
- 富山県第三中学校（1899年）⇒ 富山県魚津中学校 ⇒《新制・魚津実業学校と統合》富山県立魚津高等学校 ⇒（1948年：魚津女子高等学校と統合）富山県立魚津高等学校
- 富山県立砺波中学校（1908年）⇒《新制》富山県立砺波高等学校 ⇒ 富山県立出町高等学校（1948年）⇒ 富山県立砺波高等学校（1952年）
- 富山県立神通中学校（1920年）⇒《新制》富山県立神通高等学校 ⇒ 富山県立富山中部高等学校（1948年）
- 富山県立射水中学校（1927年）⇒《新制》富山県立射水高等学校 ⇒（1948年：新湊女子高等学校と統合）富山県立高岡東部高等学校 ⇒ 富山県立新湊高等学校（1951年）
- 富山県立氷見中学校（1927年）⇒《新制》富山県立氷見高等学校 ⇒（1948年：氷見女子高等学校、氷見農業水産高等学校と統合）富山県立氷見高等学校
- 富山県立滑川工業学校（1944年）⇒ 富山県立滑川中学校（1946年）⇒《新制・統合》富山県立滑川高等学校 ⇒（1948年：統合）富山県立滑川高等学校
- 私立富山中等夜学校 ⇒ 富山県立夜間中学校（1937年）⇒ 富山県立雄峰中学校 ⇒（新制）富山県立雄峰高等学校

## 旧制高等女学校

### 公立
- 富山県高等女学校（1901年）⇒ 富山県立富山高等女学校（1907年）⇒（1917年：富山県女子師範学校を併設）⇒《新制》富山県立富山女子高等学校 ⇒（2002年：共学化）富山県立富山いずみ高等学校
- 富山県立高岡高等女学校（1907年）⇒《新制》富山県立高岡女子高等学校 ⇒（1948年：高岡商業高等学校と統合）富山県立高岡西部高等学校 ⇒（1957年：分離）富山県立高岡女子高等学校 ⇒（1997年：共学化）富山県立高岡西高等学校
- 富山市立富山実科高等女学校（1913年）⇒ 富山市立富山高等女学校（1920年）⇒《新制・富山市立富山女子商業学校と統合》富山県立富山東部女子高等学校 ⇒（普通科は富山県立富山高等学校に統合、商業課程は富山県立富山商業高等学校に統合）
- 滑川町立滑川実科高等女学校（1913年）⇒ 中新川郡立中新実科高等女学校 ⇒ 中新川郡立中新高等女学校（1921年）⇒ 富山県立滑川高等女学校 ⇒《新制》富山県立滑川女子高等学校 ⇒（1948年：統合）富山県立滑川高等学校
- 魚津町立魚津実科高等女学校（1921年）⇒ 富山県立魚津高等女学校（1922年）⇒《新制》富山県立魚津女子高等学校 ⇒（1948年：統合）富山県立魚津高等学校
- 富山県立砺波高等女学校（1923年）⇒《新制》富山県立砺波女子高等学校 ⇒（1948年：共学化）富山県立津沢高等学校 ⇒（1955年：別学化）富山県立砺波女子高等学校 ⇒（2001年：共学、単位制）富山県立となみ野高等学校
- 組合立氷見実科高等女学校 ⇒ 富山県立氷見高等女学校（1923年）⇒《新制》富山県立氷見女子高等学校 ⇒（1948年：統合）富山県立氷見高等学校
- 富山県福光高等女学校（1923年）⇒（廃校）⇒《新制》富山県立福野高等学校福光分校 ⇒ 富山県立福光高等学校 ⇒（2010年：統合）富山県立南砺福光高等学校
- 高岡市立実科高等女学校（1911年）⇒ 富山県高岡市立高岡高等女学校（1927年）⇒《新制・統合》高岡市立高岡東部女子高等学校 ⇒（1948年：統合）富山県立高岡中部高等学校 ⇒ 富山県立高岡高等学校
- 高岡市立女子実業学校（1941年）⇒ 高岡市立第二高等女学校（1948年）⇒《新制・統合》高岡市立高岡東部女子高等学校 ⇒（1948年：統合）富山県立高岡中部高等学校 ⇒ 富山県立高岡高等学校
- 石動町立石動実科高等女学校（1924年）⇒ 富山県立石動高等女学校（1929年） ⇒《新制》富山県立石動高等学校
- 富山県立新湊高等女学校（1940年）⇒《新制》富山県立新湊女子高等学校 ⇒（1948年：統合）富山県立高岡東部高等学校 ⇒ 富山県立新湊高等学校（1951年）
- 戸出裁縫女学校（1911年）⇒ 戸出町立戸出実科高等女学校 ⇒ 戸出町立戸出高等女学校（1943年）⇒《新制》戸出町立戸出高等学校 ⇒ 富山県立出町高等学校戸出分校 ⇒（統合）富山県立戸出女子高等学校 ⇒（1974年：改組、共学化）富山県立高岡南高等学校
- 泊町立泊実科高等女学校（1940年）⇒ 泊町立泊高等女学校（1943年）⇒ 富山県泊高等女学校 ⇒《新制》富山県立泊高等学校 ⇒（2021年：富山県立入善高等学校に統合予定）
- 上市町立上市実科高等女学校（1924年）⇒ 富山県上市高等女学校（1943年）⇒《新制・統合》富山県立上市高等学校
- 八尾町立八尾女子技芸学校（1922年）⇒ 八尾町立八尾実科高等女学校 ⇒ 八尾町立八尾高等女学校（1944年）⇒《新制》富山県立八尾高等学校
- 富山県立富山第二高等女学校（1945年）⇒《新制》富山県立富山西部女子高等学校 ⇒（統合）県立富山西部高等学校 ⇒（普通科を分離、富山県立富山中部高等学校に統合）
- 小杉町立小杉実科高等女学校（1928年）⇒（1934年：廃校）

### 私立
- 富山実科女学校 ⇒ 藤園高等女学校（1939年）⇒《新制》藤園女子高等学校 ⇒ 富山女子高等学校 ⇒ 藤園女子高等学校 ⇒ 龍谷富山高等学校

## 実業学校

### 官立
- 新湊町立新湊甲種商船学校 ⇒ 富山県立商船学校 ⇒（運輸省所管）富山商船学校 ⇒ 国立富山商船高等学校 ⇒ 国立富山商船高等専門学校 ⇒ 国立富山高等専門学校

### 公立
- 富山県簡易農学校（1894年）⇒ 富山県農学校 ⇒ 富山県立農学校（1901年）⇒ 富山県立福野農学校（1921年）⇒《新制》富山県立福野高等学校 ⇒ 富山県立南砺総合高等学校福野高等学校 ⇒ 富山県立南砺福野高等学校（2020年）
- 下新川郡立農業学校（1909年：下新川郡三日市町）⇒ 下新川郡三日市町外二十三か町村学校組合立農業学校 ⇒ 下新川郡三日市町外24町村学校組合立農業学校 ⇒ 富山県桜井農学校 ⇒《新制》富山県立桜井高等学校
- 下新川郡立農業学校分校（1919年：下新川郡椚山村）⇒ 富山県立入善農学校（1922年）⇒《新制》富山県立入善高等学校
- 氷見郡立農学校（1919年）⇒ 富山県立氷見農林学校 ⇒ 富山県氷見郡農会立氷見農学校 ⇒ 氷見町外18ケ村学校組合立富山県氷見農学校 ⇒《新制》富山県立氷見農業水産高等学校 ⇒（統合）富山県立氷見高等学校 ⇒（1951年：分離独立）富山県立有磯高等学校 ⇒（2001年：統合）富山県立氷見高等学校
- 射水郡立農業公民学校（1919年）⇒ 富山県立小杉農業公民学校 ⇒ 富山県立小杉農学校 ⇒《新制》富山県立小杉高等学校
- 中新川郡立富山県中新農業学校（1920年）⇒ 富山県立上市農学校（1921年）⇒ 富山県立上市農林学校（1940年）⇒《新制・統合》富山県立上市高等学校
- 富山県立婦負農学校（1923年：婦負郡速星村）⇒《新制》富山県立婦負高等学校 ⇒（富山工業高等学校・市立富山工業高等学校・西部女子高等学校と統合）富山県立富山西部高等学校 ⇒（1951年：分離独立）富山県立婦負農業高等学校 ⇒ 富山県立婦負高等学校 ⇒ 富山県立富山西高等学校（1976年）
- 富山県水産講習所（1900年）⇒ 富山県立水産学校 ⇒《新制》富山県立水産高等学校 ⇒ 富山県立海洋高等学校（2000年）⇒（2009年：統合）富山県立滑川高等学校
- 富山県工芸学校 ⇒ 富山県立工芸学校 ⇒ 富山県立高岡工芸学校 ⇒《新制》富山県立高岡工芸高等学校 ⇒ （高岡高等学校と合併）富山県立高岡中部高等学校 ⇒ （分離）富山県立高岡工芸高等学校
- 富山市立富山工業学校 ⇒《新制》富山市立富山工業高等学校 ⇒（県立富山工業高等学校・婦負高等学校・西部女子高等学校と合併）富山県立富山西部高等学校 ⇒ 富山県立富山工業高等学校
- 富山県立富山工業学校 ⇒《新制》富山県立富山工業高等学校 ⇒ （市立富山工業高等学校・婦負高等学校・西部女子高等学校と合併）
- 魚津町立魚津実業補習学校 ⇒ 魚津町立魚津実業青年学校 ⇒ 町立富山県魚津実業学校 ⇒ 町立富山県魚津工業学校 ⇒ 町立富山県魚津実業学校 ⇒《新制・魚津中学校と統合》富山県立魚津高等学校
- 富山市立富山簡易商業学校 ⇒ 富山商業学校 ⇒ 富山市立富山商業学校 ⇒ 富山県立富山商業学校 ⇒ 富山県立富山第二工業学校 ⇒《新制》富山県立富山商業高等学校 ⇒（富山高等学校と合併）富山県立富山南部高等学校 ⇒（分離）富山県立富山東部高等学校 ⇒ 富山県立富山商業高等学校
- 高岡市立高岡簡易商業学校 ⇒ 高岡市立高岡商業学校 ⇒ 富山県立高岡商業学校 ⇒《新制》富山県立高岡商業高等学校 ⇒（高岡女子高等学校と合併）富山県立高岡西部高等学校 ⇒（分離）富山県立高岡商業高等学校
- 伏木町立伏木商業学校 ⇒ 高岡市立伏木商業学校 ⇒《新制》富山県立伏木高等学校
- 滑川町立滑川商業学校 ⇒ 水橋町立東水橋実業学校 ⇒ 水橋町立水橋商業学校 ⇒ 富山県立滑川工業学校 ⇒ 富山県立滑川中学校 ⇒《新制・統合》富山県立滑川高等学校

### 私立
- 不二越工科学校 ⇒ 不二越工業学校 ⇒ 不二越工業高等学校

## その他
- 私立青山中等夜学校 ⇒ 県立富山夜間中学 ⇒ 県立雄峰中学校 ⇒ 富山県立雄峰高等学校

## 旧制七年制高等学校

### 公立
- 富山県立富山高等学校尋常科（1924年）⇒（1943年：官立移管、尋常科の募集を停止）